# Ангелология
Ангелоло́гия (др.-греч. ἄγγελος («а́нгелос») — вестник, посланец → ангел + др.-греч. λόγος («логос») → греч. ~λογία наука) — учение об ангелах. Предметом ангелологии как богословской дисциплины является происхождение и природа ангелов, их место и роль в составе небесного воинства, ангельская иерархия и т. п.
Во взаимосвязи с богословской, в том числе христианской демонологией, осмысливает историю ангельского мира.
В основе ангелологии лежит Божественное Откровение как первоисточник сведений о духовном мире. 
Является методологической основой в разработке соответствующих разделов в гимнографии и иконографии, затрагивающих практические аспекты почитания ангелов в богослужении.

## В Библии
На начальных этапах священной истории (Библии) часто невозможно однозначно отличить теофанию (Богоявление) от ангелофании (явления ангелов). Этимологически ангел есть «вестник», но весть может быть передана и формой особого явления Господа. Так, эпизод посещения Авраама тремя странниками (Быт. 18) святители Амвросий Медиоланский, Афанасий Великий и блаженный Августин трактуют как явление Святой Троицы. Со своей стороны, святой Иустин Философ, Тертуллиан, святой Ириней Лионский, Евсевий Кесарийский и святитель Иоанн Златоуст усматривают в этих образах явление Господа (Второго Лица Святой Троицы) с двумя ангелами. Упоминания об ангелах редки в ветхозаветную эпоху, но учащаются по мере нарастания мессианских ожиданий в позднейшие ветхозаветные времена.

## Служение ангелов
На род служения ангелов указывает их название (ἄγγελος), то есть вестник. Согласно посланию к Евреям, ангелы — это «служебные духи, посылаемые на служение для тех, которые имеют наследовать спасение» (Евр. 1:14). Согласно Ветхому Завету, они славословят Бога, являются по Его повелению для помощи людям или для их наказания, приносят Богу их молитвы, объявляют судьбы народу. В Новом Завете явления ангелов сопровождают многие события: благовестие Захарии и Деве Марии архангелом Гавриилом (Лк. 1:19, 26), ангелы славословят Рождество Христово (Лк. 2:9—14), помогают Иисусу Христу в Его молении о Чаше (Лк. 22:43), возвещают об Его Воскресении (Мф. 28:5—7), разъясняют апостолам смысл Его Вознесения (Деян. 1:10, 11). Согласно Откровению Иоанна Богослова, ангелы ведут войну с сатаной (Откр. 12:7—9). По учению Церкви, ангелы участвуют в богослужении Церкви.

## Происхождение ангелов
Согласно Библии, ангельский мир сотворен Богом (Кол. 1:16). Многие святые отцы считали, что под небом в первом стихе Книги Бытия («В начале сотворил Бог небо и землю» (Быт. 1:1)), следует понимать ангельский мир, а под «землей» — мир вещественный. Большинство святых отцов считали, что ангелы сотворены до создания вещественного мира (святители Василий Великий, Григорий Богослов, Иоанн Златоуст, Амвросий Медиоланский, преподобный Иоанн Дамаскин). Однако блаженный Феодорит Кирский считал, что ангелы сотворены одновременно с созданием вещественного мира, так как, согласно его утверждению, они ограничены местом.

## Природа ангелов
Библия называет ангелов «духами» (Евр. 1:14) и относит к «невидимому» миру (Кол. 1:16). Святые отцы и литургические тексты определяют ангелов как «бесплотные духи». Однако бестелесными и невещественными ангелы называются только по сравнению с людьми, но не по сравнению с Богом, Который совершенно невещественен и бестелесен. Учение о бестелесности ангелов получила широкое распространение в Западной церкви. Ангельская природа не подчинена законам физиологии. Ангелы бессмертны, поэтому их число не уменьшается. После отпадения Люцифера и последовавших за ним ангелов, они уже не могут отпасть от Бога, а отпавшие ангелы вернуться к Богу.

## Ангельский собор и его иерархия
В понятии «ангельский собор» слово «собор» используется в старинном значении собрания, совокупности (ср. собор всех святых). Однако, как указывает святитель Григорий Богослов, духовный мир настолько таинственен и непостижим, что уже попытка его описать вызывает «кружение в слове». 
Согласно профессору В. Н. Лосскому, единство ангельского мира совершенно отлично от человеческого единства. Он считал, что у ангелов нет единства природы, каждый из них – отдельная природа, отдельный умопостигаемый мир, следовательно, «их единство не органическое и его можно было бы назвать по аналогии – единством абстрактным: это единство города, хора, войска, единство служения, единство хвалы, одним словом — единство гармоническое».
Иерархический принцип лежит в основе гармонического единства мира ангелов. Его разработка дана в «Ареопагитиках», сборнике трактатов и писем на догматические темы неизвестного автора конца V или начала VI века, так называемого Псевдо-Дионисия Ареопагита. Главный его ангелологический тезис гласит, что «Слово Божие все небесные Существа для ясности обозначает девятью именами. Наш Божественный руководитель разделяет их на три тройственные степени». Согласно этой книге, три степени небесной иерархии, по три ангельских чина в каждой, представляются так:
1. Серафимы, Херувимы, Престолы.
2. Господства, Силы и Власти.
3. Начала, Архангелы и Ангелы.

При этом Ареопагит специально оговаривает, что людям не дано познать в полной мере все «тайны пренебесных Умов и святейшие их совершенства»:

Сколько чинов небесных Существ, какие они, и каким образом у них совершаются тайны священноначалия, — в точности знает это, как я думаю, один Бог, Виновник их Иерархии. Знают также и они сами свои собственные силы, свой свет, священное их и премирное чиноначалие. 

Судить об этом можно лишь в пределах того, «сколько Бог открыл нам чрез них же самих, как знающих себя». В системе «Ареопагитик» ангелы, занимающие в ней более высокое положение более приближены к Богу и сообщают благодатные дары нижестоящим ангелам.
По мнению Отцов Церкви, ангелов неизмеримо больше, чем всех людей. Согласно христианскому богословию, сразу после святого таинства Крещения Бог посылает каждому человеку ангела-хранителя, который на небесах предстоит за него перед лицом Бога (см. Мф. 18:10). В православной традиции одна из ежедневных утренних молитв адресована ангелу-хранителю, данному от Бога для охраны молящегося, просветить ему наступивший день, сохранить его от всякого зла, наставить и направить его на путь спасения.
В Православной церкви основная память ангелов отмечается 8 (21) ноября.